# 3962 Valyaev
3962 Valyaev è un asteroide della fascia principale. Scoperto nel 1967, presenta un'orbita caratterizzata da un semiasse maggiore pari a 3,2082411 UA e da un'eccentricità di 0,1174626, inclinata di 2,00051° rispetto all'eclittica.